# ビロードボタンヅル

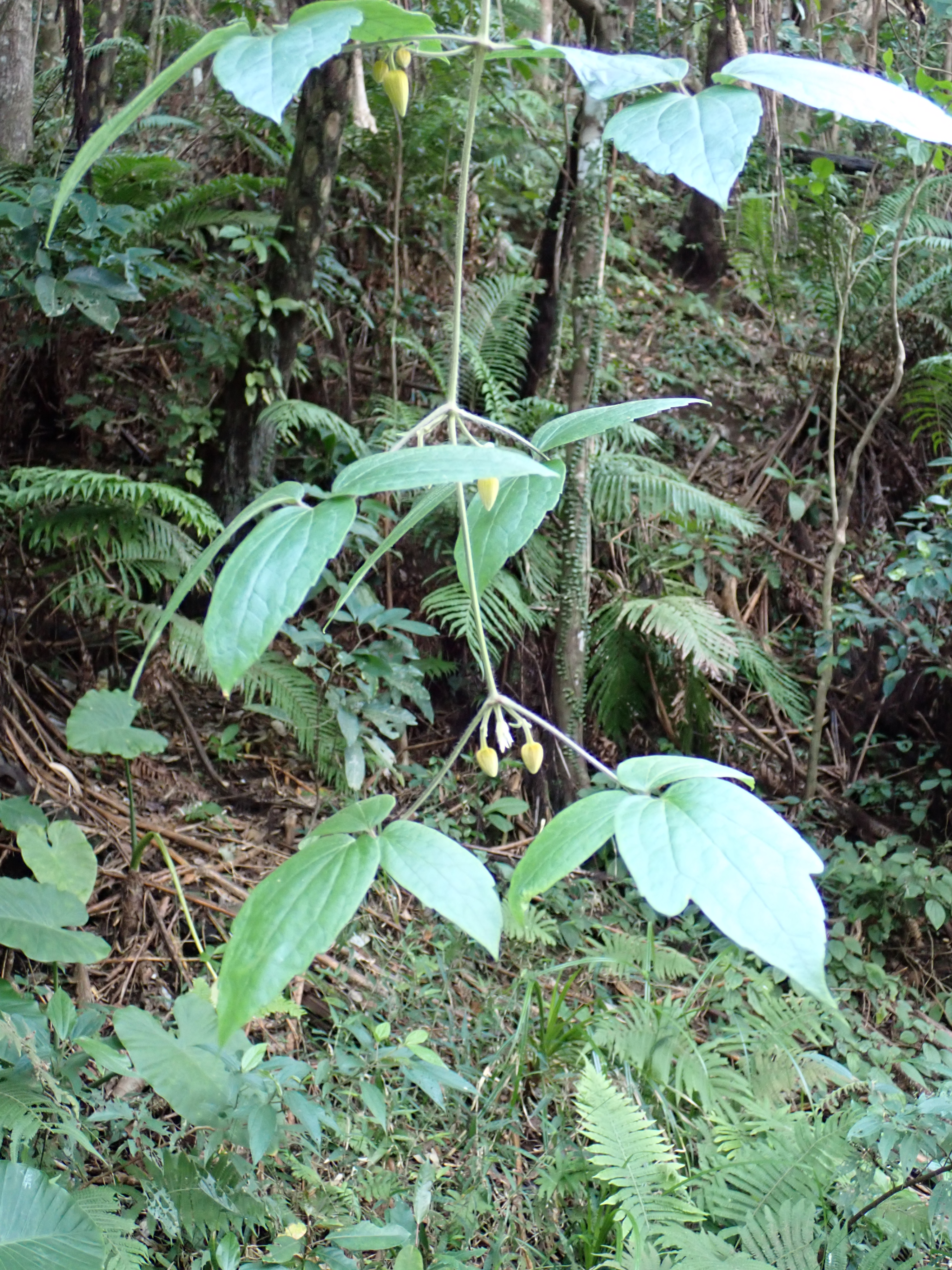
つるは垂下し、葉表の葉脈は凹む（2025年1月 沖縄県名護市 名護城公園）

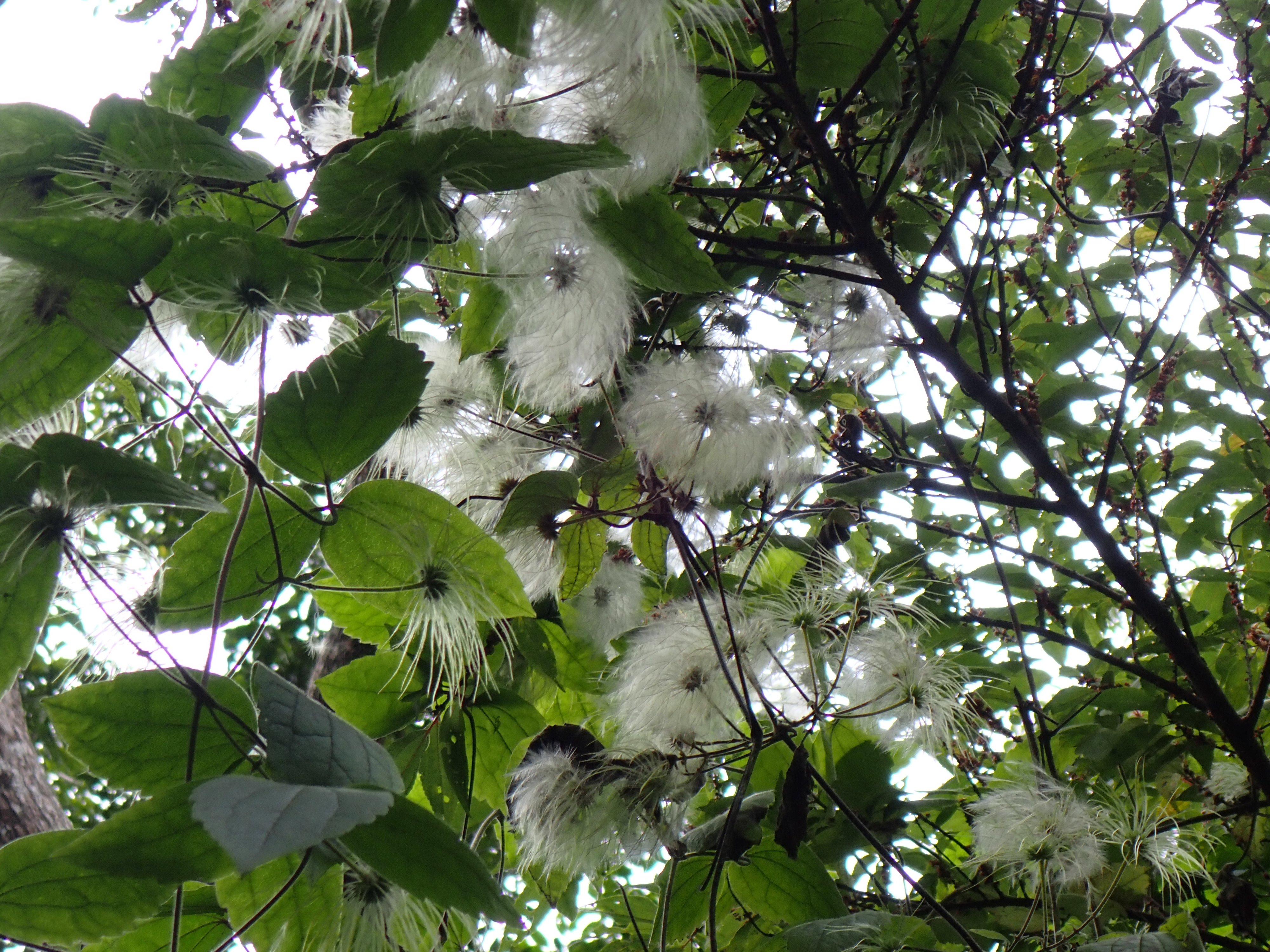
果実（2025年3月 沖縄県名護市 名護城公園）

ビロードボタンヅル（学名：Clematis leschenaultiana）はキンポウゲ科センニンソウ属のつる性半常緑低木。鹿児島県絶滅危惧II類。

## 特徴
茎はつる性で長さ4–7 mほど、葉柄で他の物に巻き付く。葉は1回3出複葉（まれに単葉）で対生する。小葉長は4–12 cm、幅3–6 cmとセンニンソウ属の中では大型で、楕円形～卵形、葉縁に鋸歯がある。小葉には3–5本のやや目立つ葉脈があり、葉表の葉脈は凹む。葉の両面や茎、萼片に黄褐色の長毛が密生し、ビロード状の感触がある。花期は冬～春で、枝先の葉腋に円錐花序をつける。花は径3 cmほどの鐘型で薄黄色、下向きに咲く。花弁は無く、花弁のようにみえる萼片は楕円状披針形で先は尖る。果実は痩果で冬～春にみられ、長さ4–5 cmの冠毛があり、痩果が集まってつく様子は林内で目立つ。

## 分布と生育環境
九州南部（鹿児島県）から沖縄、中国・台湾に分布。山地の林縁や道沿いに生育。